# Повест за истинския човек
„Повест за истинския човек“ (на руски: „Повесть о настоящем человеке“) е повест на руския писател Борис Полевой, издадена през 1946 г.
В нея се разказва за силния и борбен дух на съветския летец Алексей Мересиев, чийто самолет е свален по време на бой, а самият той е тежко ранен. Мересиев оцелява 18 денонощия при зимни условия в гора, като се храни с плодчета и корени и се придвижва, влачейки се на ръце по земята, тъй като и двата му крака се счупени. След като се спасява, губи краката си, но със силата на волята си се научава да ходи с протези, както и да управлява самолет и се връща в редовете на действащите летци.
Книгата е издавана повече от 80 пъти на руски език и 39 пъти зад граница. Прототип на главния герой е съветският летец, герой на СССР, Алексей Маресиев.

## История на написването на книгата
През лятото на 1943 г. военната слава на Алексей Маресиев се разпространява из 15-та въздушна армия и по целия фронт. Кореспонденти започват да посещават полка. Съдбоносна среща за пилота се случва в землянка близо до Орел през юли 1943 г., когато репортерът на вестник „Правда“ Борис Полевой записва разказа му в тетрадката „Полетен дневник на 3-та ескадрила“.
Три години по-късно, след края на войната, кореспондентът се връща към идеята да създаде произведение за подвига на безкракия пилот. Дълго време не може да напише книга. Ключовият тласък за създаването на произведението е неволното признание на Херман Гьоринг, направено по време на Нюрнбергския процес: 
| „                                                        | „Нашето разузнаване работи добре и ние знаехме приблизително силата на Червената армия, броя на танковете, самолетите, знаехме мощта на руските военни заводи. Сравнявайки силите, бяхме уверени в победата. Но не познавахме съветските руснаци. Човекът от Изтока винаги е бил загадка за Запада. Наполеон допусна грешка. Повторихме го - и, вдигайки сивите си метални очи към небето, той каза: - Това не е престъпление, това е съдба.“ Съдба? Признавам, просто бях развълнуван, когато чух това принудено признание. Съдба! Веднага си спомних за безкракия пилот, за когото все още не съм писал нищо. Пилотът, който така упорито ме напуска. Ето я, тази „съдба“, която реши изхода на войната и те хвърли на подсъдимата скамейка, Херман Вилхелм Гьоринг! | “ |
| Б. П. Полевой. В конце концов. - Москва, 1969, с.206-207 | |   |

Под впечатлението на тези думи Полевой започва да пише книга. Без никакви бележки или план, ръководейки се само от репортерските бележки, направени три години по-рано, той написва книгата от нулата за 19 дни. През лятото на 1946 г. „Повест за истинския човек“ е публикувана в списание „Октомври“.

## Сюжет
Внимание:  Текстът по-долу разкрива сюжета на произведението (или части от него)!
В края на март 1942 г., по време на въздушен бой в района на Черния лес на Демянския пръстен, съветският пилот на изтребител Алексей Мересиев е свален от вражески огън в гориста и блатиста местност, а самолетът му се разбива в гората. Мечка подушва проснатия пилот, но пилотът, преструвайки се на мъртъв, тихо вади пистолет от джоба на летателното си яке и застрелва животното, след което губи съзнание. Когато се свестява, осъзнава, че краката му са силно увредени. 
Озовавайки се напълно сам в зимната гора, на 50 км от местоположението на Червената армия, Мересиев решава да си проправи път към своите. Всяка стъпка той прави с цената на невероятни усилия. Когато краката му най-накрая отказват да му се подчиняват, той пълзи на четири крака, а когато вече не може да пълзи, се търкаля. В продължение на 18 дни Мересиев си проправя път през снежната гора, докато случайно не е открит от жителите на село Плавни, което е опожарено от СС, и които са избягали от клането в гората. Селяните се грижат за болния мъж известно време и намират начин да го транспортират до континента. 
В болницата краката на Мересиев са ампутирани. В отделението лежи и тежко раненият полков комисар Воробьов - но той не губи духа си. С оптимизма си той подкрепя всички, които попадат в болничното отделение. Воробьов се възхищава на смелостта на Николай Островски, който, парализиран, написва книгата „Как се каляваше стоманата“. 
Със силата на духа си Воробьов помага на Мересиев да повярва, че дори без крака човек е способен на много. Статия за военния пилот, лейтенант Карпович, чийто крак е ампутиран по време на Първата световна война, му помага да убеди младия мъж, загубил вяра в собствените си сили. Лейтенантът обаче не се уволнява от армията и продължава да лети. Самият Воробьов внезапно умира. 
Мересиев твърдо решава да последва примера на Карпович и отново да седне зад щурвала на самолет. Всеки ден прави комплекс от упражнения, които сам е разработил. Въпреки силната болка той увеличава времето за упражнения всеки ден. Накрая се научава да ходи отново с протези, специално изработени за него. 
Докато се възстановява в санаториум, където е изпратен след болницата, Мересиев тренира ходене и бягане, а с помощта на медицинска сестра Зиночка дори се научава да танцува. На медицински преглед Мересиев убеждава лекарите в силата си и същата вечер, пред очите на всички, танцува „дамата“, изненадвайки не само останалите войници, но и опитната медицинска комисия. В крайна сметка той получава разрешение от кадровите офицери да се върне в авиацията. 
През 1943 г. постъпва в училище за пилоти и, след като лети заедно с инструктор по летене, потвърждава уменията си на пилот на изтребител. След като научава, че пилотът има протези вместо крака, инструкторът оценява подвига му. Мересиев се завръща в действащата армия. 
По време на една от последвалите битки Мересиев спасява своя напарник, както и командира на изтребителна ескадрила от съседна дивизия, като сваля два самолета Focke-Wulf Fw 190, пилотирани от немски асове от известната изтребителна ескадрила Рихтхофен.

## В киното
„Повесть о настоящем человеке“ – 1948 г.